# Основной закон: Свобода занятий
Основной закон: Свобода занятий (ивр. חוק יסוד: חופש העיסוק‎) — основной закон Израиля, который защищает права каждого человека заниматься любой профессией, ремеслом или предпринимательской деятельностью. Этот закон устанавливает, что каждый гражданин или резидент имеет право на свободу действий и что эта свобода не может быть ограничена, за исключением случаев, когда закон соответствует государственным ценностям, служит определённой цели и не превышает требуемой меры.

## Информация о законе

### Защита свободы деятельности
Закон обеспечивает защиту права на работу и занятие любой деятельностью, предотвращая необоснованное вмешательство властей.

### Ограничения
Законодательство допускает ограничения на свободу трудоустройства, но только в определённых случаях: закон должен соответствовать государственным интересам, служить конкретной цели и быть ограничен необходимым минимумом.

### Защита от изменений
Закон содержит положения, которые обеспечивают его стабильность и защищают от изменений в результате введения чрезвычайных мер. Чтобы внести поправки в закон, необходимо получить поддержку большинства, составляющего не менее 61 депутата.

### Взаимодействие с другими законами
Закон о свободе деятельности оказывает влияние на другие правовые акты, включая Закон о рабочем времени и отдыхе, а также Закон о найме сотрудников через кадровых подрядчиков.

### Важность закона
Закон обеспечивает базовое право каждого человека: возможность содержать себя и свою семью, развивать свои способности и вносить свой вклад в развитие общества.